# Hoornse Senioren Partij
De Hoornse Senioren Partij (HSP) is een lokale politieke partij in Hoorn, die in 2005 is ontstaan uit de Unie 55+ en de Ouderenunie. De partij komt op voor de belangen van alle inwoners van Hoorn.
De HSP heeft sinds 21 maart 2018 twee zetels in de Hoornse gemeenteraad en een aantal (burger)raadscommissieleden. 
Eind oktober 2018 fuseerde de HSP met de Fractie Tonnaer